# The String Orchestra of Brooklyn
The String Orchestra of Brooklyn (Brooklynský smyčcový orchestr) je americké hudební těleso. Založil jej v roce 2007 houslista a dirigent Eli Spindel. Soubor představil například premiéry skladeb Anthonyho Colemana a Christophera Cerrona. V roce 2015 soubor vystoupil jako doprovod Tonyho Conrada a Johna Calea při jejich šestihodinovém vystoupení u příležitosti otevření nového sídla muzea Whitney Museum of American Art. V červnu 2015 soubor představil program Dimensions of Time and Silence, při němž hrál skladby Mortona Feldmana, Scotta Wollschlegera a Krzysztofa Pendereckiho.